# لوئیس ریوجا
لوئیس ریوجا (انگلیسی: Luis Rioja؛ زادهٔ ۱۶ اکتبر ۱۹۹۳) بازیکن فوتبال اهل اسپانیا است.
از باشگاه‌هایی که در آن بازی کرده‌است می‌توان به باشگاه فوتبال آلمریا اشاره کرد.